# Rheinberg
Rheinberg este un oraș din landul Renania de Nord-Westfalia, Germania. 

## Date geografice
Orașul se află în Niederrheinisches Tiefland (Depresiunea de pe Cursul Inferior al Rinului) la 15 km sud de Wesel și 11 km nord de Moers. La nord-est orașul este limitat de Rin, în apropiere fiind rezervația naturală Rheinvorland östlich von Wallach care ocupă 298,5 ha.

## Subîmpărțire administrativă
- Cartier Borth: Borth, Wallach, Ossenberg
- Cartier Rheinberg: Rheinberger Stadtkern cu Lützenhof, Annaberg, Millingen, Alpsray,  strada Xantener  cu Binnenfeld, Mühlenhof
- Cartier Budberg: Budberg, Eversael, Winterswick
- Cartier Orsoy: Orsoy, Orsoyer Berg, Vierbaum

## Istoric
Centrul orașului este înconjurat de un zid de apărare construit între anii 1290 - 1359 și care s-a păstrat aproape într-un procent de 90 %, ea fiind singura fortificație de acest fel cu depozit de praf de pușcă și punct vamal, cel mai  bine păstrat din Renania de Nord-Westfalia. În anul 1233 localitatea Berka primește privilegiul de oraș (drept de cetate).
Localitatea a suferit cel mai mult în timpul războiului de treizeci de ani fiind pustiită de trupele combatante.

## Personalități marcante
- Claudia Schiffer

1. ↑  Alle politisch selbständigen Gemeinden mit ausgewählten Merkmalen am 31.12.2018 (4. Quartal) (în germană), Statistisches Bundesamt[*], arhivat din original la 10 martie 2019, accesat în 10 martie 2019